# Herminonesek
A herminonesek az ókori germán törzsek egy nagyobb csoportja. idősebb Plinius a suebusok, hermundurok, chattusok és cheruskok törzseit sorolha hozzájuk. Egyes kutatók a felsőnémet törzsek (alemannok, svábok, bajorok) közös nevét látják az elnevezésben, mások szerint a név nem etnográfiai egységet, hanem egyfajta kultuszszövetséget jelölhetett. A név eredete is vita tárgya, egyesek szerint az „irmin” (nagy, fenséges) szóból képezték, s maga a szó a főistennek volt a mellékneve. Mások e kapcsolatot tagadják.